# Штейн Іван Федорович
Іван Федорович Штейн (кін. 18 ст. — 1837) — театральний антрепренер, режисер і балетмайстер родом з Брауншвейгу (Німеччина), з 1802 на сцені німецьких театрів Петербурга і Москви, згодом — в Україні, режисер і балетмейстер театру Я. Ілінського в Романові на Житомирщині (1804—1809), учив танцю в Київській гімназії (1809—1811) та Харківському університеті (1812—1816), з 1816 тримав антрепризу (разом з Й. Калиновським) у Харкові, де 1816 побудував театральне приміщення.
Його трупа, найсильніша того часу (40 акторів і 20 оркестрантів), гастролювала в Полтаві, Одесі, Києві та інших містах.
Видатні актори: М. Щепкін (з 1816), П. Барсов, Млотковські (Любов і Людвіг), К. Соленик (з 1820-их років), І. Дрейсіг та інші. З українського репертуару: п'єси І. Котляревського, Г. Квітки-Основ'яненка; зі світового — В. Шекспіра, Ф. Шіллера, Ж.-Б. Мольєра.